# Helcostizus
Helcostizus is een geslacht van insecten uit de orde vliesvleugeligen (Hymenoptera) en de familie Ichneumonidae.

## Soorten
- H. annulicornis (Walsh, 1873)
- H. astrictus Townes, 1983
- H. canadensis (Provancher, 1874)
- H. collinus (Provancher, 1879)
- H. contortae Townes, 1983
- H. dentifer Townes, 1983
- H. echthroides (Ratzeburg, 1852)
- H. fuscipalpis Townes, 1983
- H. maculatus (Woldstedt, 1874)
- H. microdon Townes, 1983
- H. nigripes Townes, 1983
- H. oxyurus Townes, 1962
- H. restaurator (Fabricius, 1775)
- H. rufiscutum Cushman, 1919
- H. subaequalis Townes, 1983
- H. subrectus Townes, 1962
- H. tibialis Townes, 1962
- H. yukonensis (Ashmead, 1890)